# Ebersberg (stad)
Ebersberg is een plaats in de Duitse deelstaat Beieren. Het is de Kreisstadt van het Landkreis Ebersberg. De stad telt 12.213 inwoners

## Stadsdelen
De gemeente bestaat uit de volgende 38 officiële stadsdelen (Gemeindeteile):
- De hoofdplaats, het stadje Ebersberg
- het parochiedorp (Pfarrdorf) Oberndorf
- de 3 kerkdorpen (Kirchdörfer) Englmeng, Haselbach en Traxl
- de 10 dorpen zonder eigen kerkgebouw (Dörfer) Aßlkofen, Egglsee, Hörmannsdorf, Oberlaufing, Pollmoos, Reith, Rinding, Ruhensdorf, Sigersdorf en Vorderegglburg
- de 15 gehuchten (Weiler) Aepfelkam, Altmannsberg, Dieding, Gsprait, Halbing, Hinteregglburg, Kumpfmühle, Langwied, Mailing, Motzenberg, Neuhausen, Pötting, Unterlaufing, Weiding en Westerndorf
- de 7 Einöden[2] Au, Bärmühle, Kalteneck, Kaps, Reitgesing, Riedhof en Schrankenschneider
- het boswachtershuis (Forsthaus) Sankt Hubertus

### Bijzonderheden over enige stadsdelen van Ebersberg
Oberndorf ligt 2 kilometer ten oosten van Ebersberg en had in 1987 circa 125 inwoners. Dit was toen het grootste van de tot de stad behorende dorpjes. Alle andere plaatsjes hadden minder dan 100 inwoners. Recentere bevolkingscijfers per stadsdeel zijn niet beschikbaar.
Verspreid door de gemeente staan enkele grote, typisch Opper-Beierse, (voormalige) boerderijen. Kenmerkend zijn ook de vrij talrijke kleine kapellen en wegkruisen. 
Enkele dorpjes beschikken over een oude kerk met meestal in de 18e eeuw in weelderige barok- of rococo-stijl vernieuwd interieur. Zie onderstaande afbeeldingen.

## Geografie

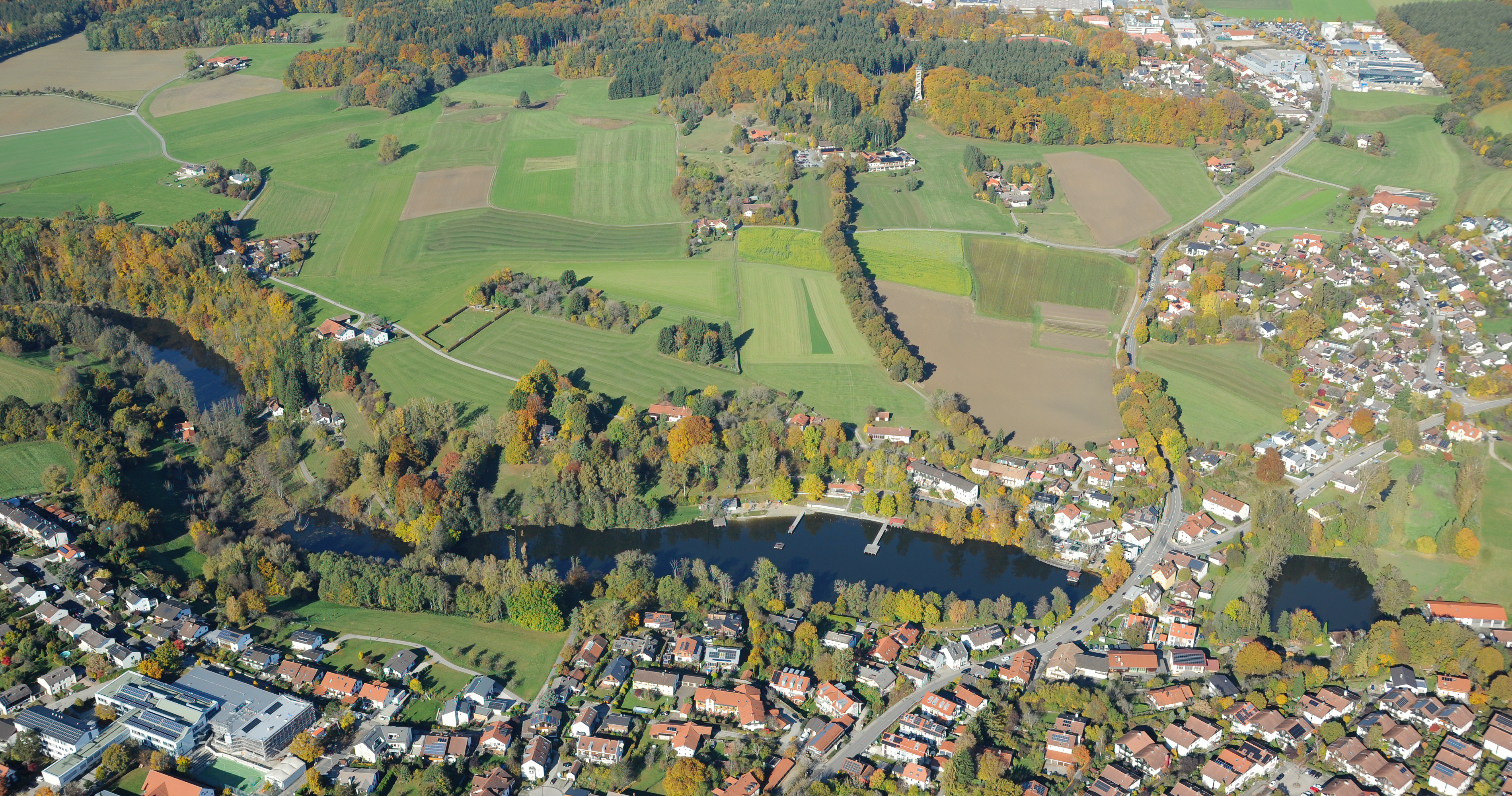
Vijvers in de Ebrach aan de noordkant van Eberberg
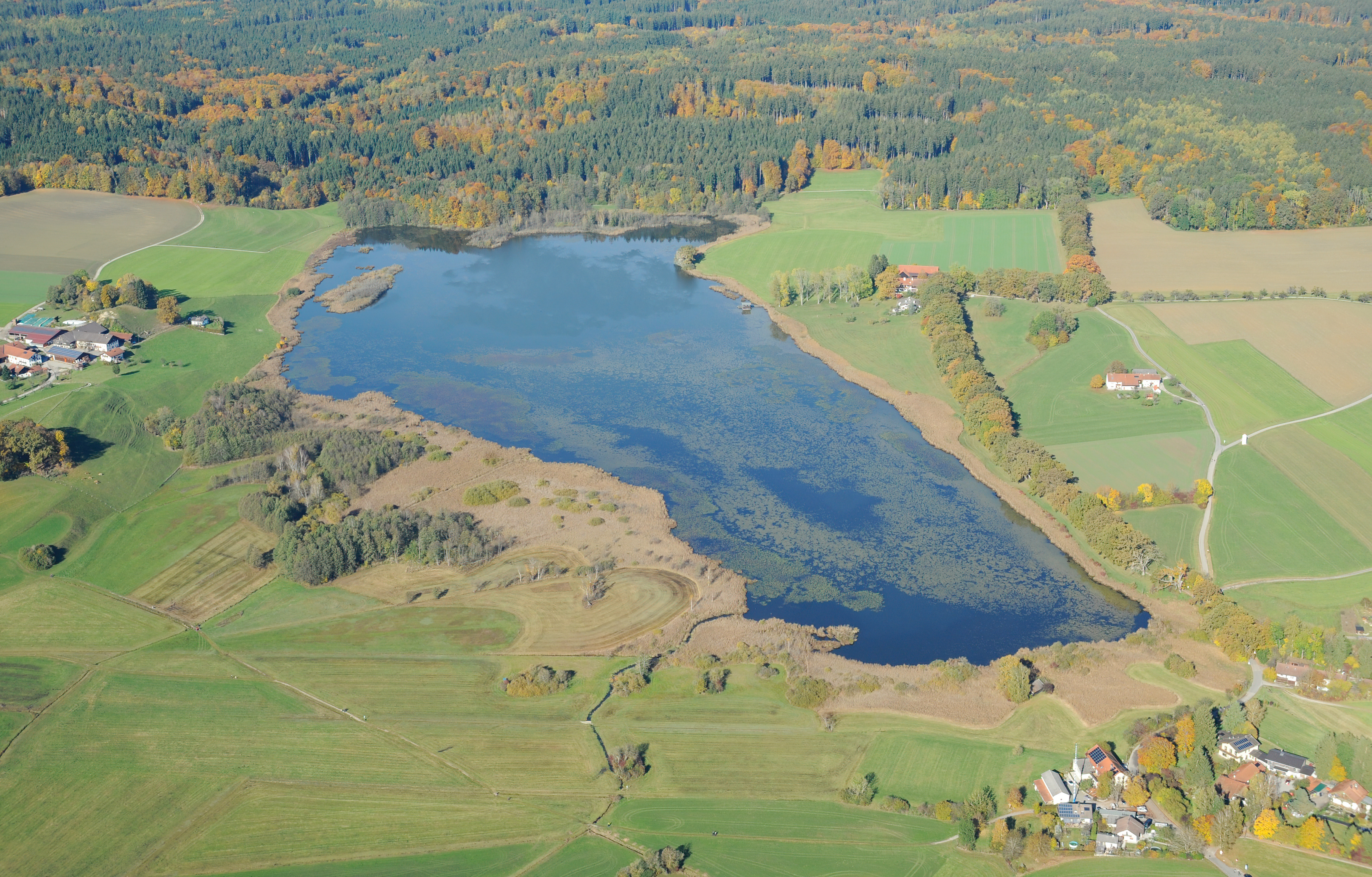
De ten westen van het stadje gelegen Egglburger See

Ebersberg ligt in een heuvelachtig (500-625 m hoog) gebied, aan het riviertje de Ebrach, dat niet bevaarbaar is. Deze waterloop is in de loop der eeuwen vaak gebruikt voor de exploitatie van watermolens. Hierdoor ontstonden diverse grote molenvijvers, die tot op de huidige dag aan de west- en noordkant van het stadje Ebersberg te vinden zijn. De Ebrach mondt ten oosten van Ebern uit in de Attel, dicht bij de plek, waar de Attel zelf uitmondt in de Inn.

### Naburige gemeenten
- Bruck
- Frauenneuharting
- Grafing bij München
- Hohenlinden
- Kirchseeon
- Steinhöring

Verder weg gelegen grotere steden zijn:
- München, 33 km ten westen van Ebersberg
- Rosenheim, 32 km ten zuiden van Ebersberg
- Wasserburg am Inn, 20 km ten oosten van Ebersberg.

## Verkeer en vervoer

Lijnennetkaart S-Bahn van München; zie lijn S4 en S6, uiterst rechts op deze kaart
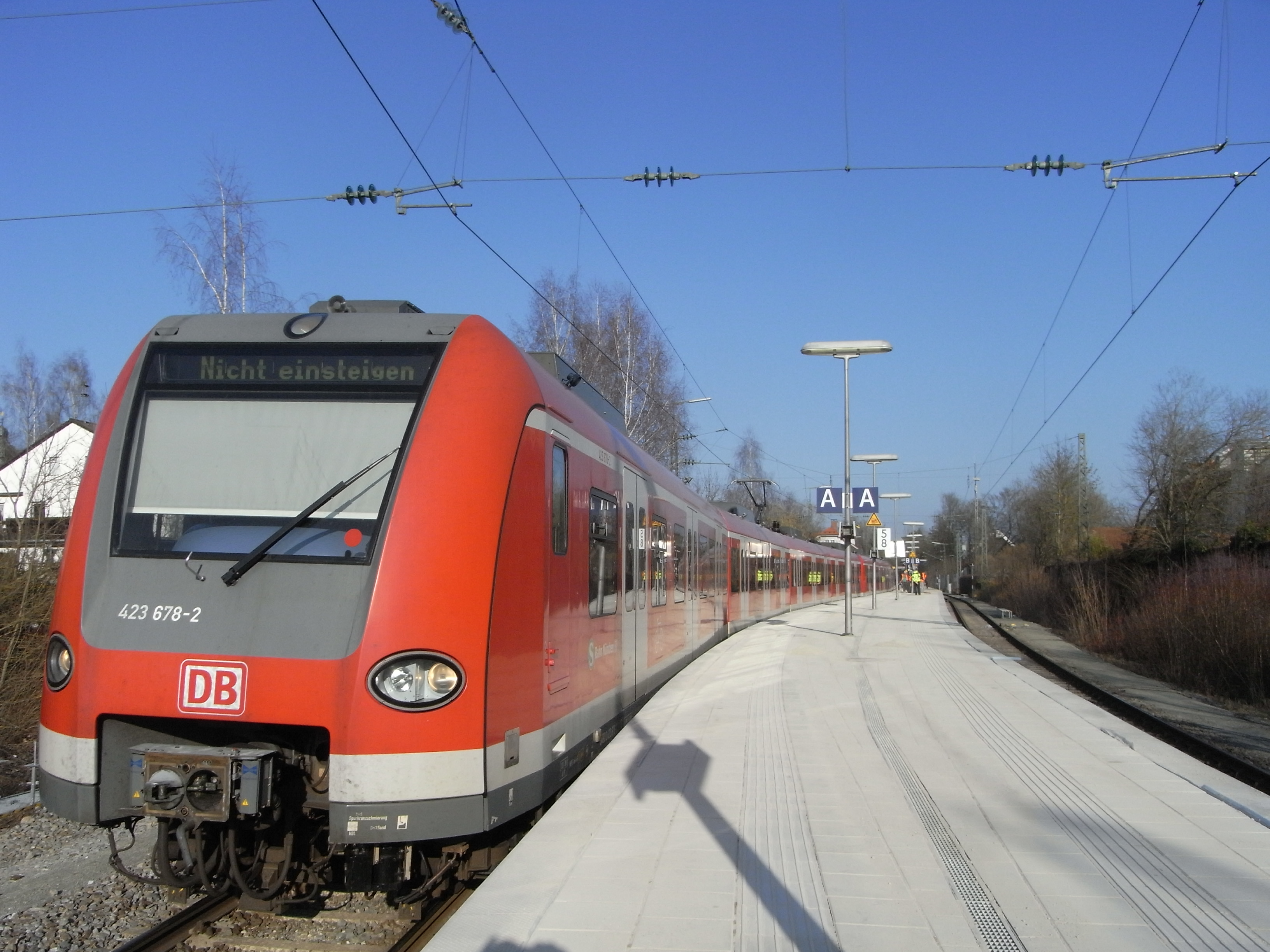
Station met trein S-Bahn München
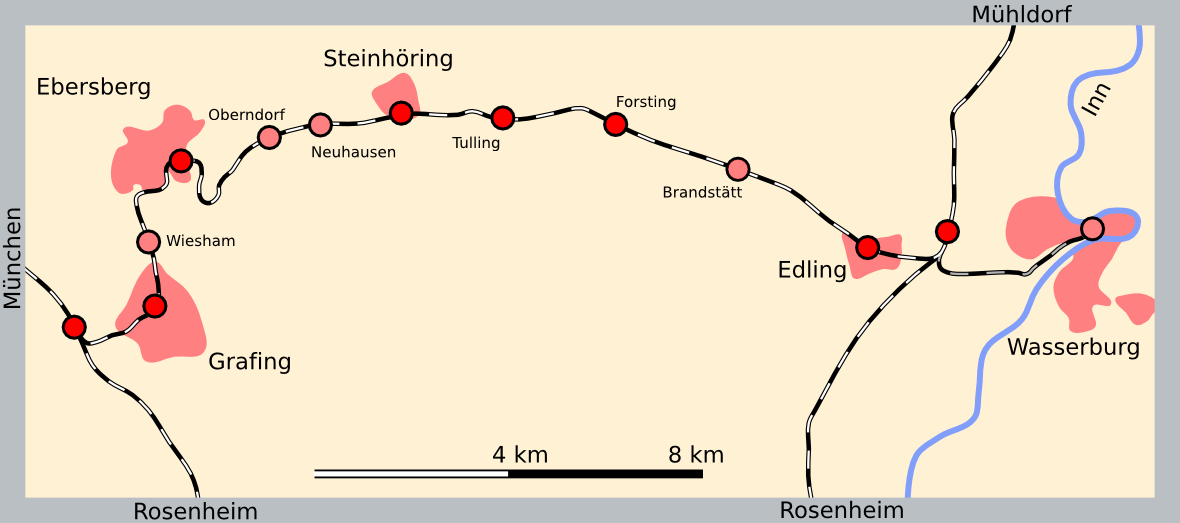
Trajectkaart spoorlijn Grafing-Wasserburg. De roze gekleurde stations en haltes zijn opgeheven.

Ebersberg heeft sedert 1899 een station, dat door de lijnen S4 en S6 van de S-Bahn van München wordt aangedaan.  Ook ligt het aan de kleine spoorlijn tussen Grafing bij München en Wasserburg am Inn. Het station staat direct ten zuiden van het voormalige klooster.
Ten zuiden en oosten van Ebersberg langs loopt de Bundesstraße 304.

## Economie
Ebersberg bestaat nagenoeg uitsluitend van het toerisme. Industrie ontbreekt geheel.
De grote bierbrouwerij Ebersberger Schlossbrauerei werd in 1974 opgeheven. De brouwerij was in een vleugel van het voormalige klooster gevestigd. Een groep plaatselijke liefhebbers van speciaalbieren heeft de brouwerij in 2019 als kleinschalig, ambachtelijk bedrijf weer opgestart. Eén van de hier geproduceerde bieren heeft een alcoholgehalte van ruim 11%.

## Geschiedenis

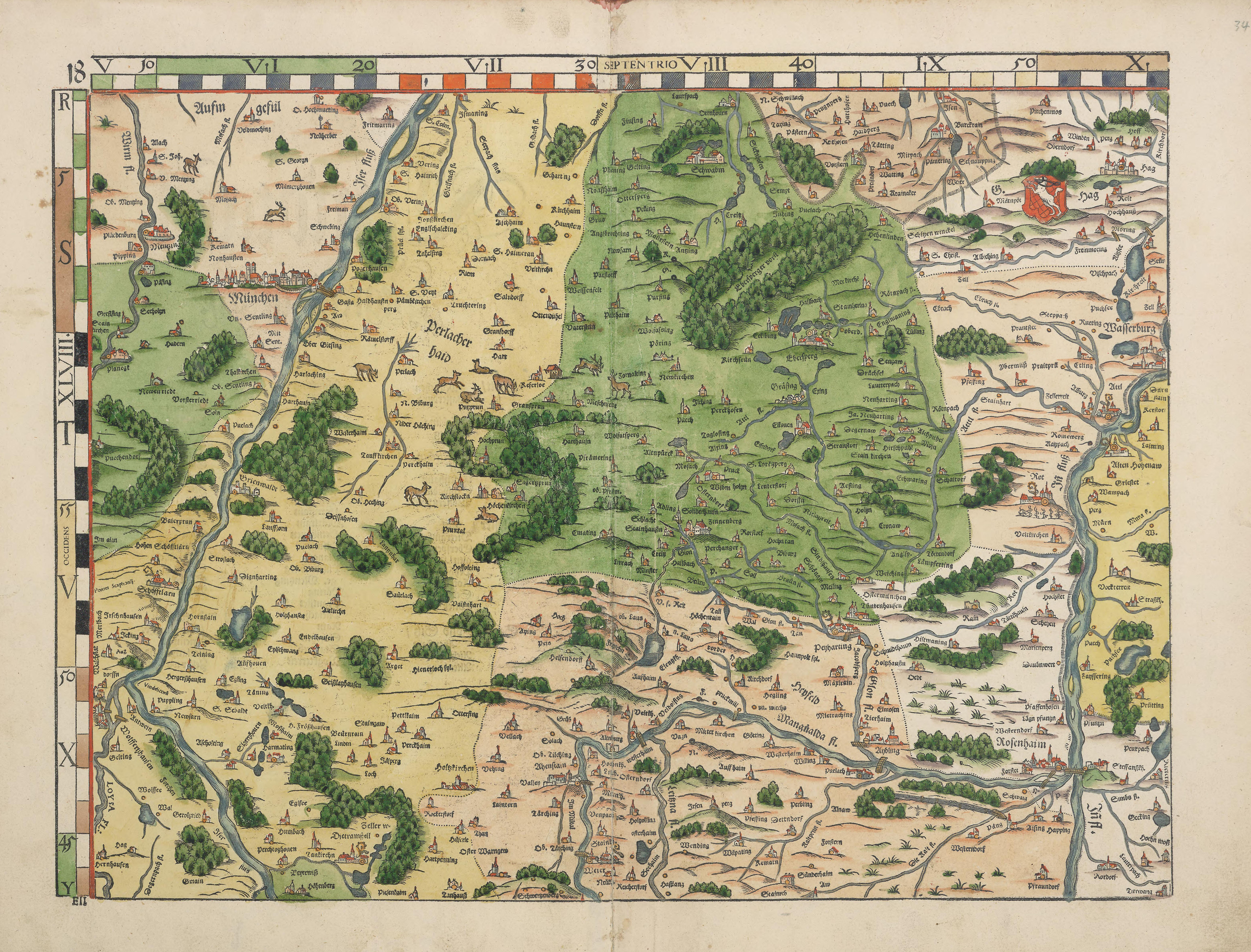
Landkaart van de streek uit 1568. Midden bovenaan het Ebersperger vorst.
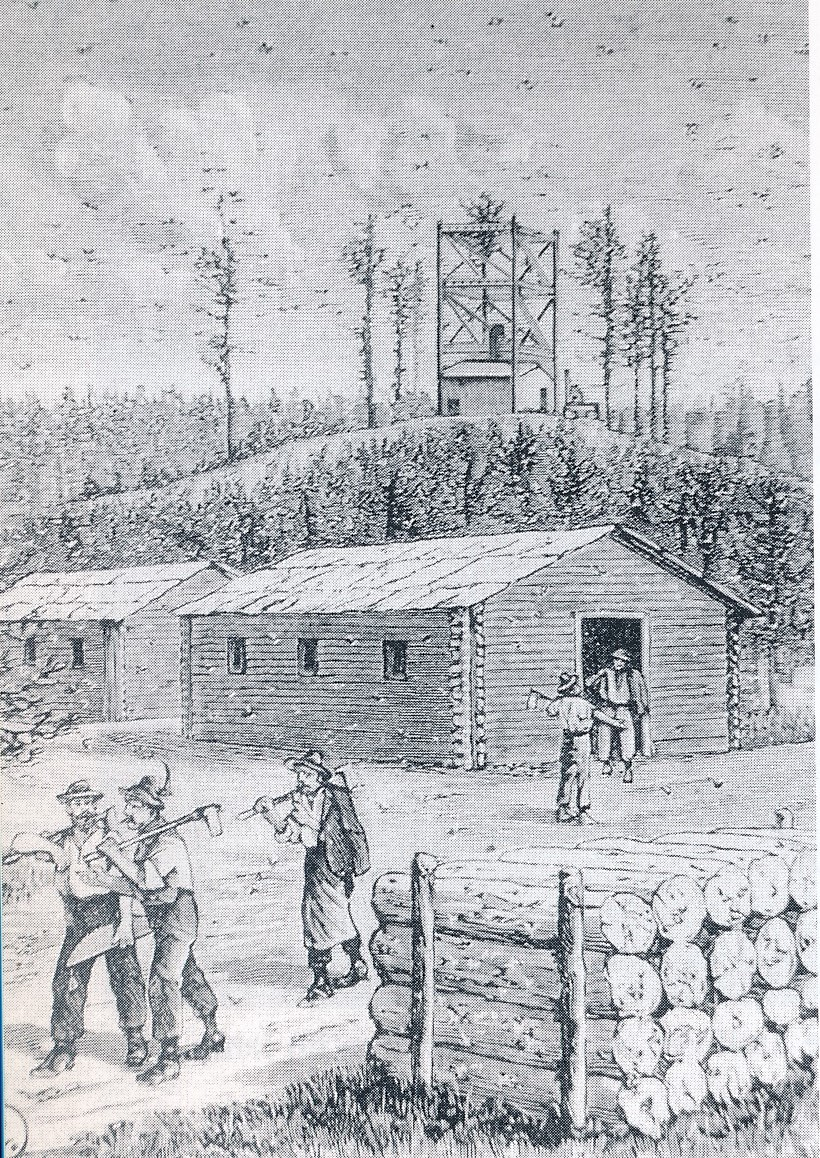
Bosarbeiders bij de bestrijding van de nonvlinder-rupsenplaag in het Ebersberger Forst, ca. 1891

In 934 werd te Ebersberg door leden van een lokaal, in 1045 uitgestorven, adellijk geslacht, rondom de plaats van hun burcht,  een belangrijk klooster gesticht. In 1040 gaf een abt van dit klooster opdracht, een stuwmeer in de Ebrach aan te leggen, dat als Egglburger See nog steeds bestaat. Het klooster behoorde in de loop der eeuwen tot de kloosterordes der augustijnen (tot 1013), benedictijnen (1013-1553), jezuïeten (1595-1773) en maltezers (tot aan de secularisatie in 1808).
Het was, samen met de bijbehorende  kloosterkerk, in de middeleeuwen een belangrijk bedevaartoord.  Men gelooft, dat het klooster een relikwie bezit, namelijk een deel van de schedel, van Sint Sebastiaan. De relikwie is in een fraai zilveren, in 1450 gemaakt, reliquiarium geplaatst. Anno 2025 huisvest het gebouwencomplex van dit voormalige klooster  een bierbrouwerij  en een belastingkantoor.
Het rondom het klooster gegroeide marktplaatsje was in het verleden een vlek, in Beieren als Markt aangeduid. In 1954 besliste de regering van Beieren, Ebersberg stadsrechten toe te kennen. In 1974 werd de gemeente sterk uitgebreid. Door gemeentelijke herindelingen werden talrijke omliggende kleine dorpen tot stadsdelen van Ebersberg.
In 2023 was ruim 41% van de inwoners van Ebersberg rooms-katholiek, bijna 11% evangelisch-luthers en bijna 48% behoorde tot een andere geloofsrichting of was atheïst.

## Bezienswaardigheden, toerisme
- Zeer bezienswaardig is de bedevaartkerk Sint Sebastiaan in Ebersberg. Deze werd in fasen gebouwd in 1230 en de 15e eeuw. Het interieur is ten dele in barokstijl, ten dele, na een brand in 1780 en het daaropvolgende herstel, in rococostijl vervaardigd. In een zijkapel is omstreeks 1680 de reliekschrijn van Sint Sebastiaan geplaatst, jaarlijks doel van talrijke pelgrims. Zeer fraai zijn de 18e-eeuwse plafondschilderingen.
- De voormalige kloosterherberg (1529) werd in 1873 tot stadhuis verbouwd.
- Ruim een kilometer ten noorden van Ebersberg bevindt zich de Ludwigshöhe, een 617 m boven de zeespiegel uitrijzende heuvel. Hier bevinden zich o.a. een in 1914-15 gebouwde uitzichttoren, een uitspanning genaamd Ebersberger Alm met horecagelegenheid, en een museum genaamd Museum Wald und Umwelt. Dit museum behandelt de ecologie van een productiebos als het Ebersberger Forst en de geschiedenis van dit bos en zijn exploitatie. Tot de collectie behoort een zogenaamde xylotheek.
- Ten noordwesten van Ebersberg, vlakbij de Ludwigshöhe, ligt een uitgestrekt bosgebied (circa 9.000 hectare, waarvan 7.700 ha eigendom van de deelstaat Beieren) met de naam Ebersberger Forst. Het ligt grotendeels in drie gemeentevrije zones. Een exclave van de gemeente Ebersberg is het boswachtershuis Sankt Hubertus, dat een populair café-restaurant huisvest. Het Ebersberger Forst is zeker al sinds de 16e eeuw een productiebos, verdeeld in vierkante, door rechte wegen van elkaar gescheiden kavels. Het bos had in 1890 zwaar te lijden van een nonvlinderplaag[3] en in 1990 van twee zware stormen. Het centrale gedeelte, dat tot voor kort alleen met naaldbomen, vooral fijnsparren, was ingeplant, zal in de loop van de 21e eeuw geleidelijk met gemengd bos worden herbeplant. Dat komt de biodiversiteit zeer ten goede.  Het Ebersberger Forst is vanuit de stad München vrij goed en snel bereikbaar. Veel dagjesmensen uit die stad bezoeken het bos om er wandelingen te maken. Een groot gedeelte van het bos is als wildpark aangemerkt. Op bepaalde plekken kan men het roodwild en de wilde zwijnen observeren; boswachters voederen het wild van tijd tot tijd bij.
- Direct ten westen en noorden van Ebersberg liggen enkele kleine meren. De in een natuurreservaat gelegen en voor de recreatie ongeschikte Egglberger See ten westen van het stadje is met 33 hectare hiervan het grootste. Er zijn langs andere meertjes wel mogelijkheden voor watersport- en strandrecreatie.

## Afbeeldingen

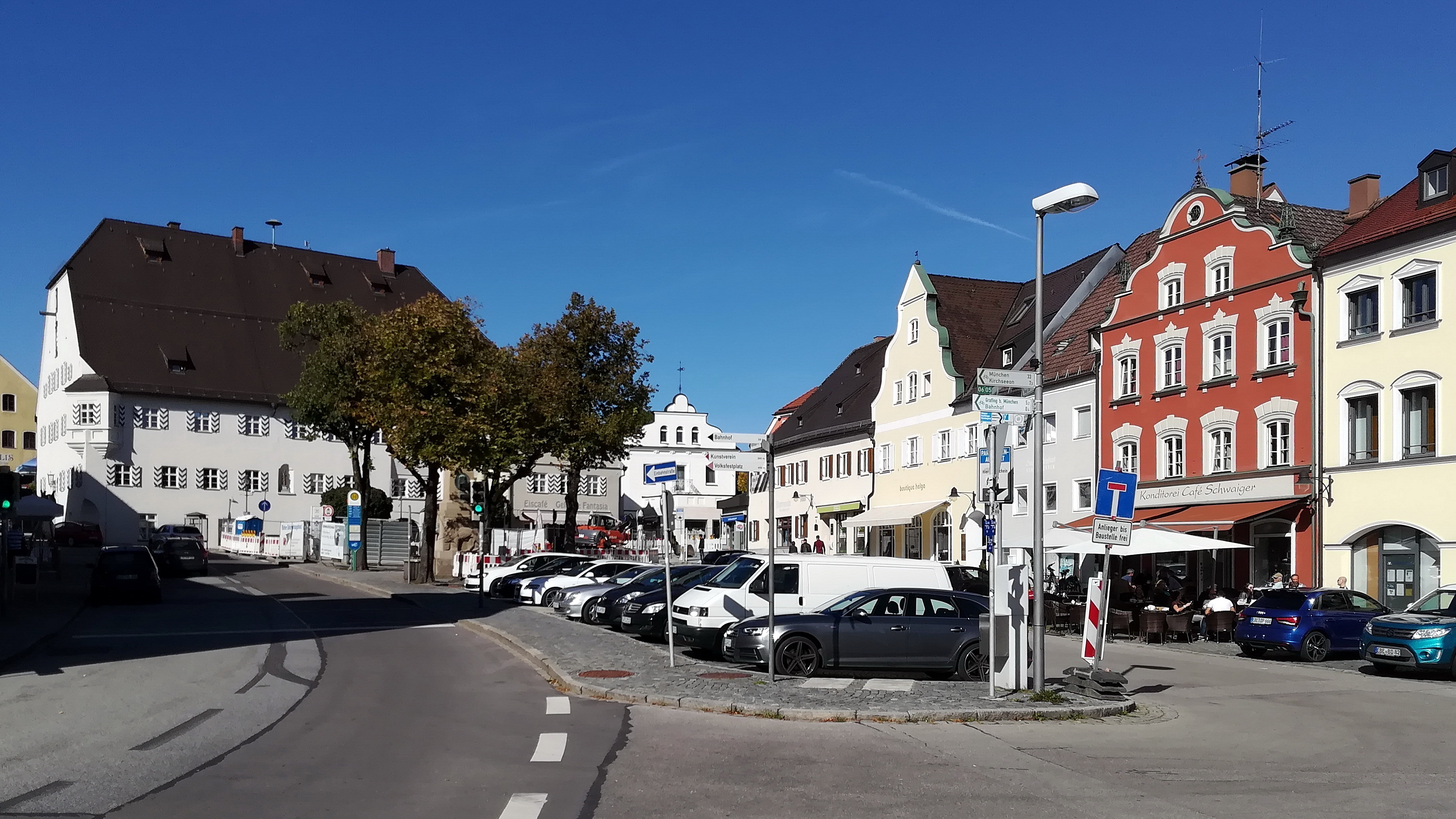
De Marienplatz in het centrum van Ebersberg. Het gebouw links is het stadhuis.
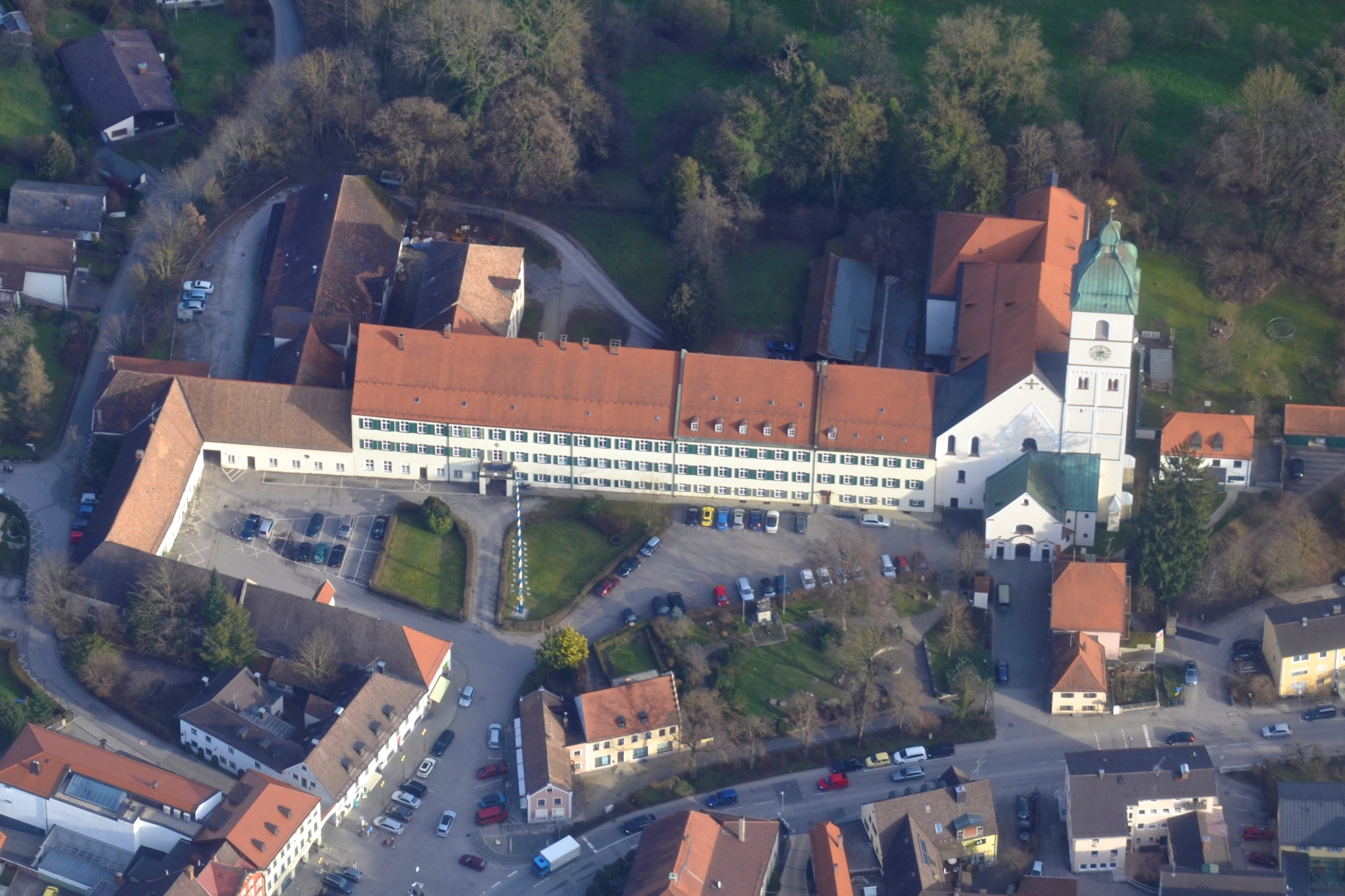
Voormalig klooster
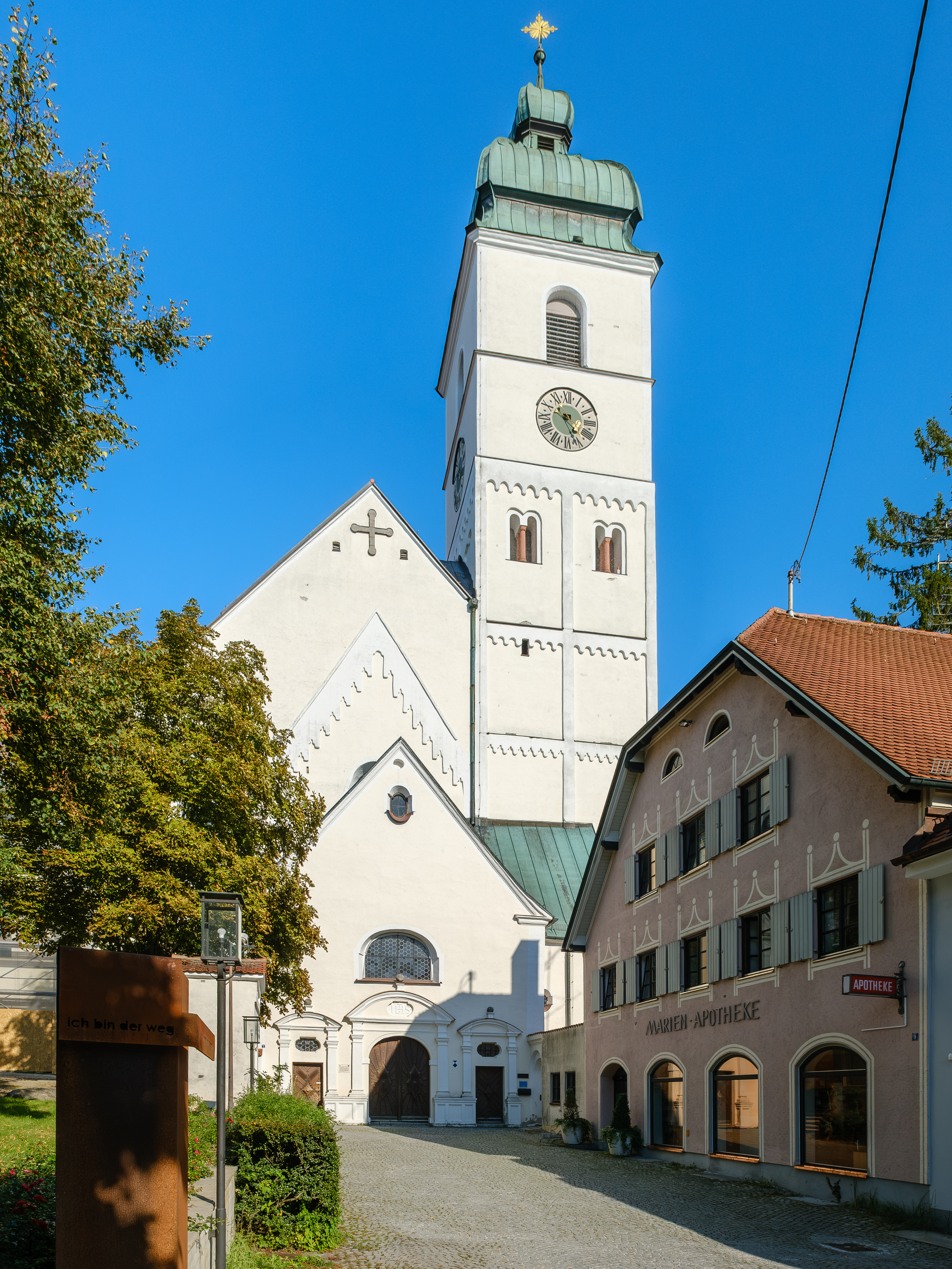
Kloosterkerk St. Sebastiaan
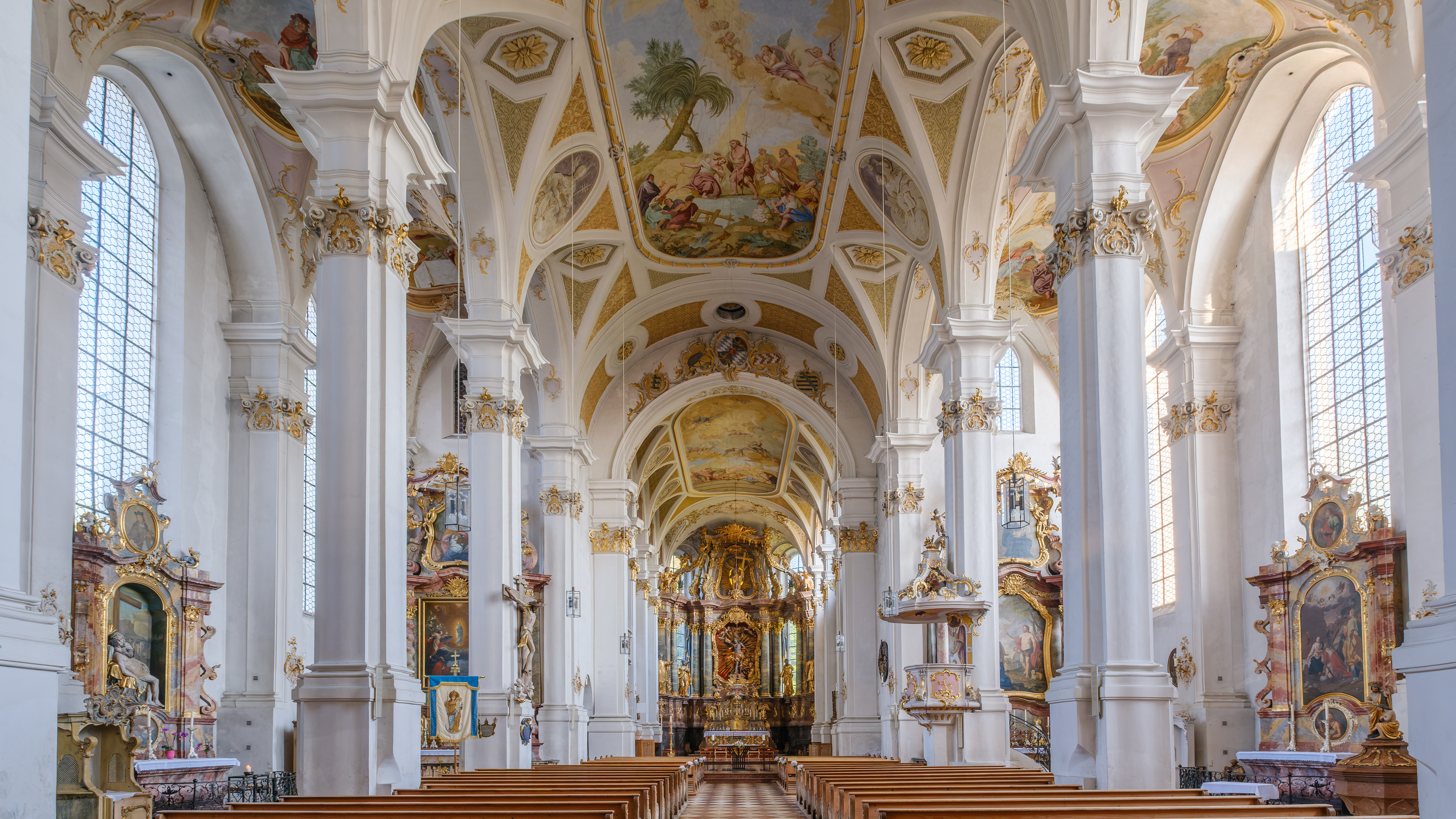
Interieur van dit kerkgebouw
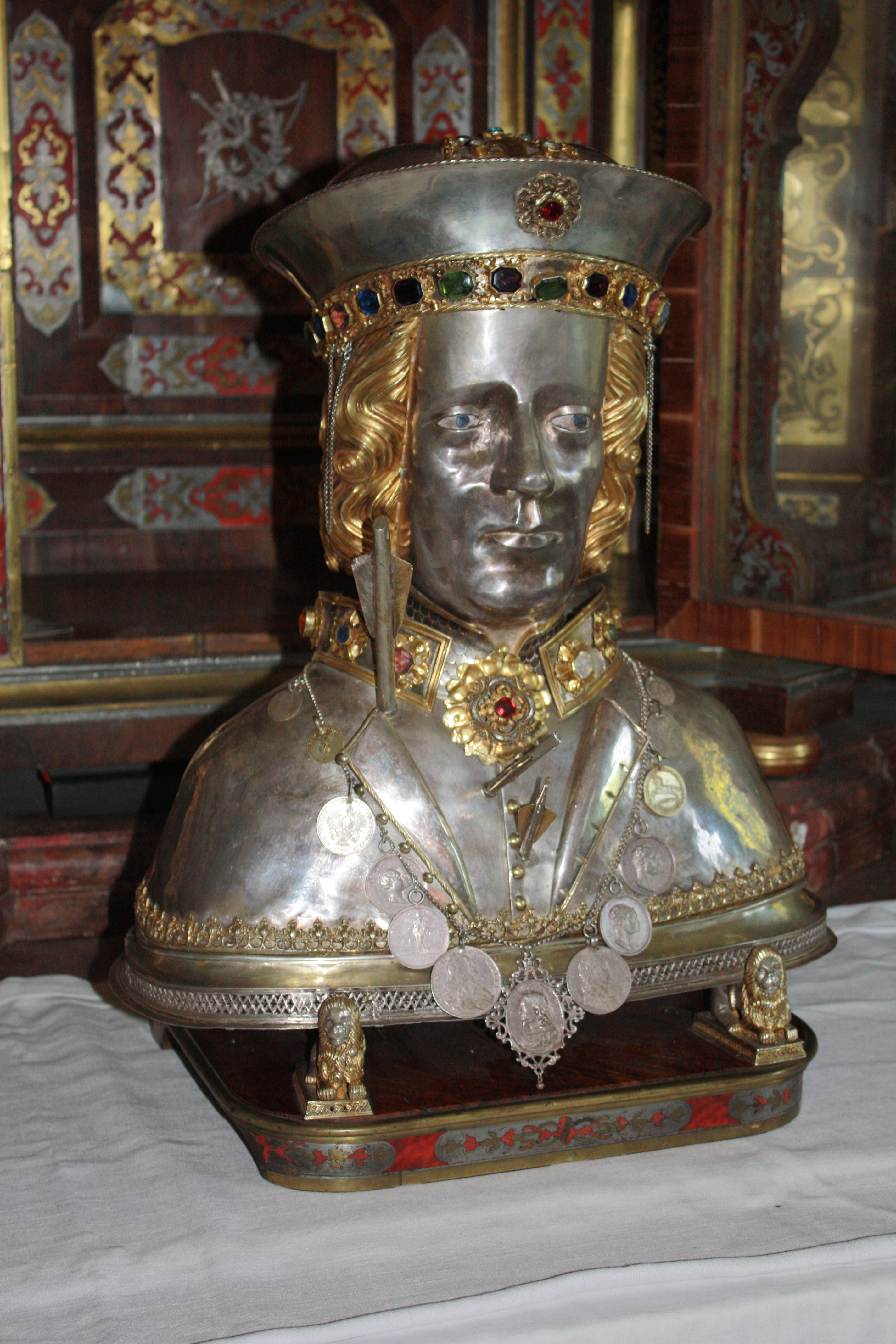
Reliek van Sint Sebastiaan in dit kerkgebouw
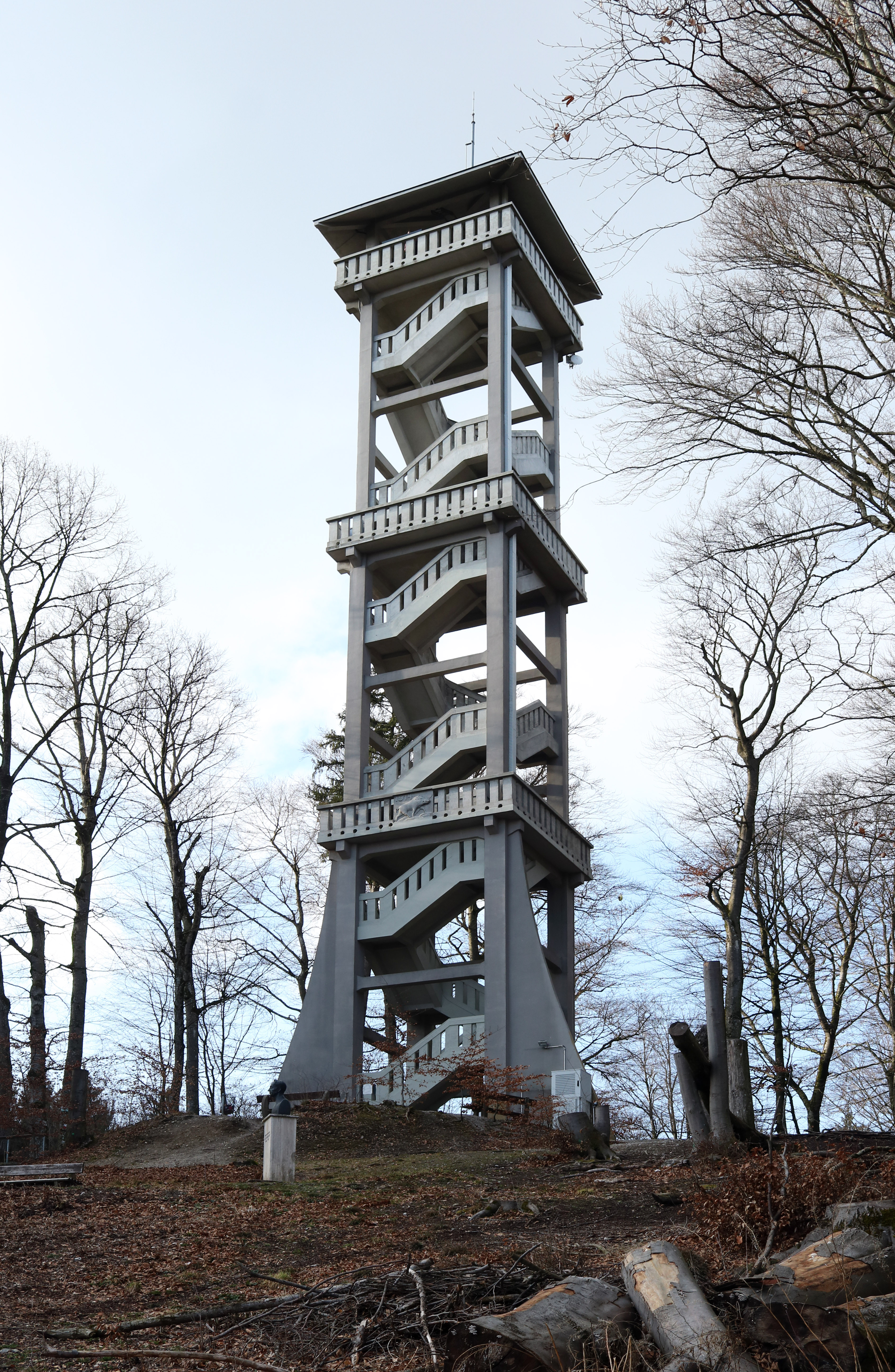
Uitzichttoren op de heuvel Ludwigshöhe
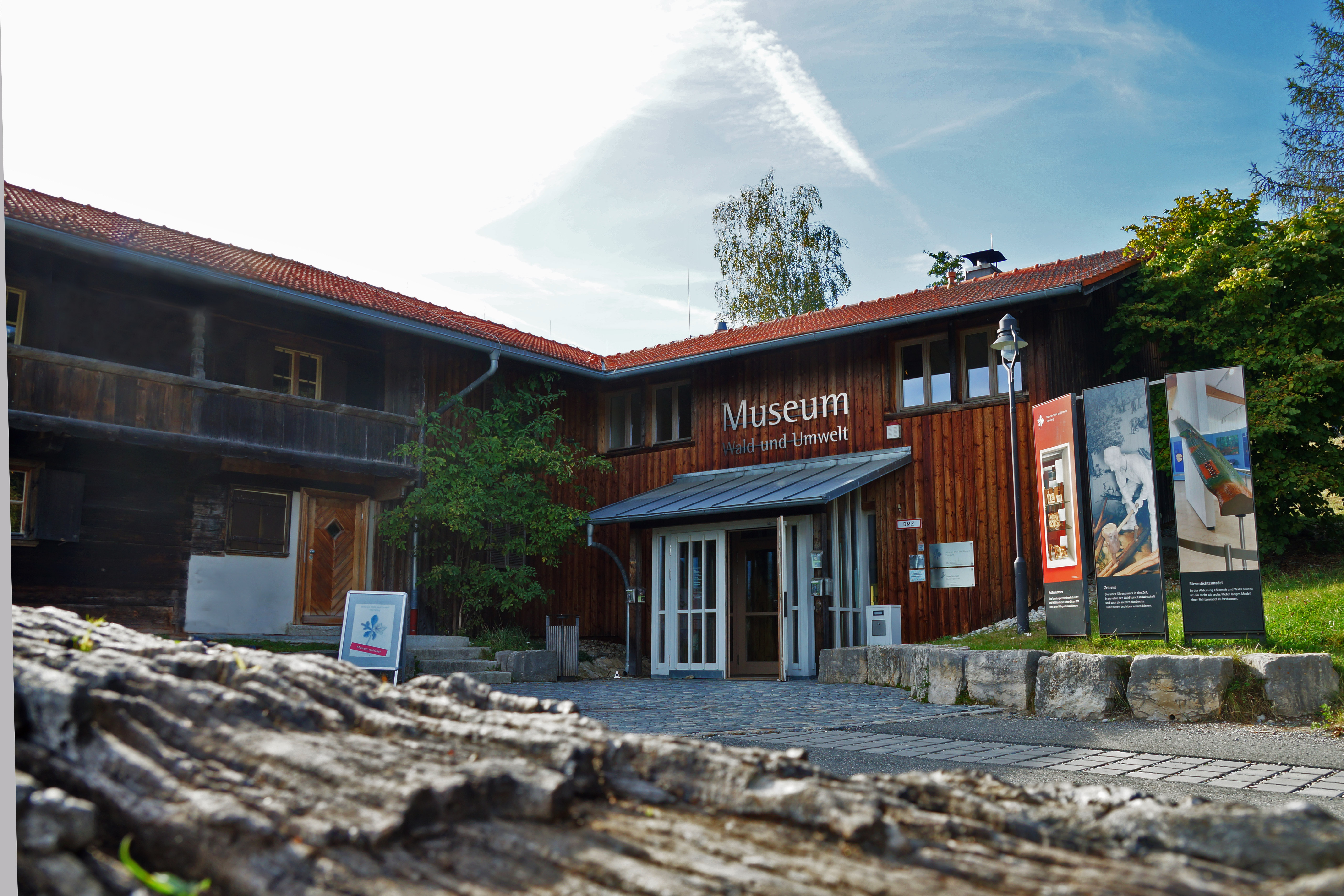
Museum Wald und Umwelt
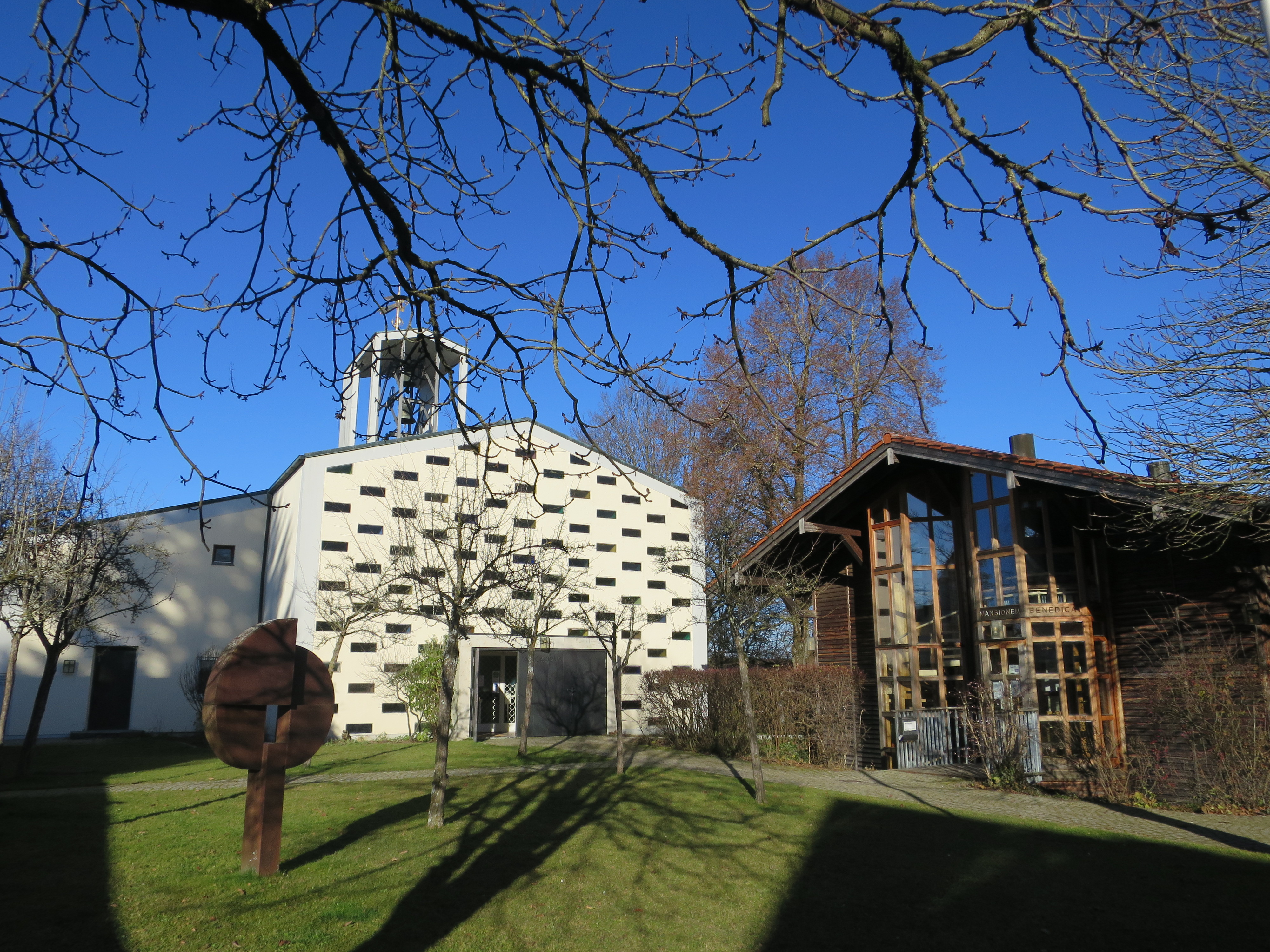
Evang.-lutherse H. Geestkerk (1958) te Ebersberg
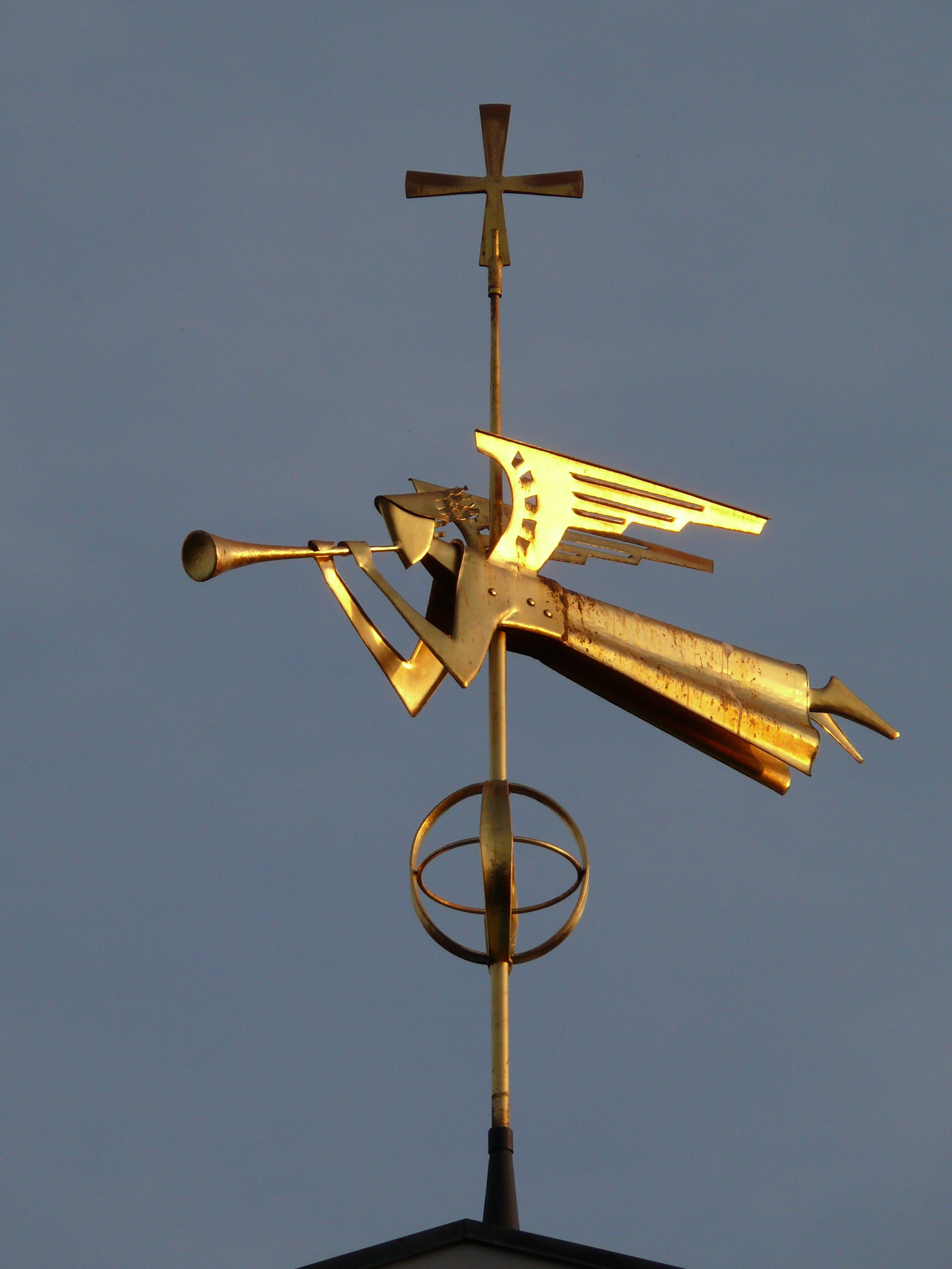
Metalen engel op de torenspits van de H. Geestkerk te Ebersberg
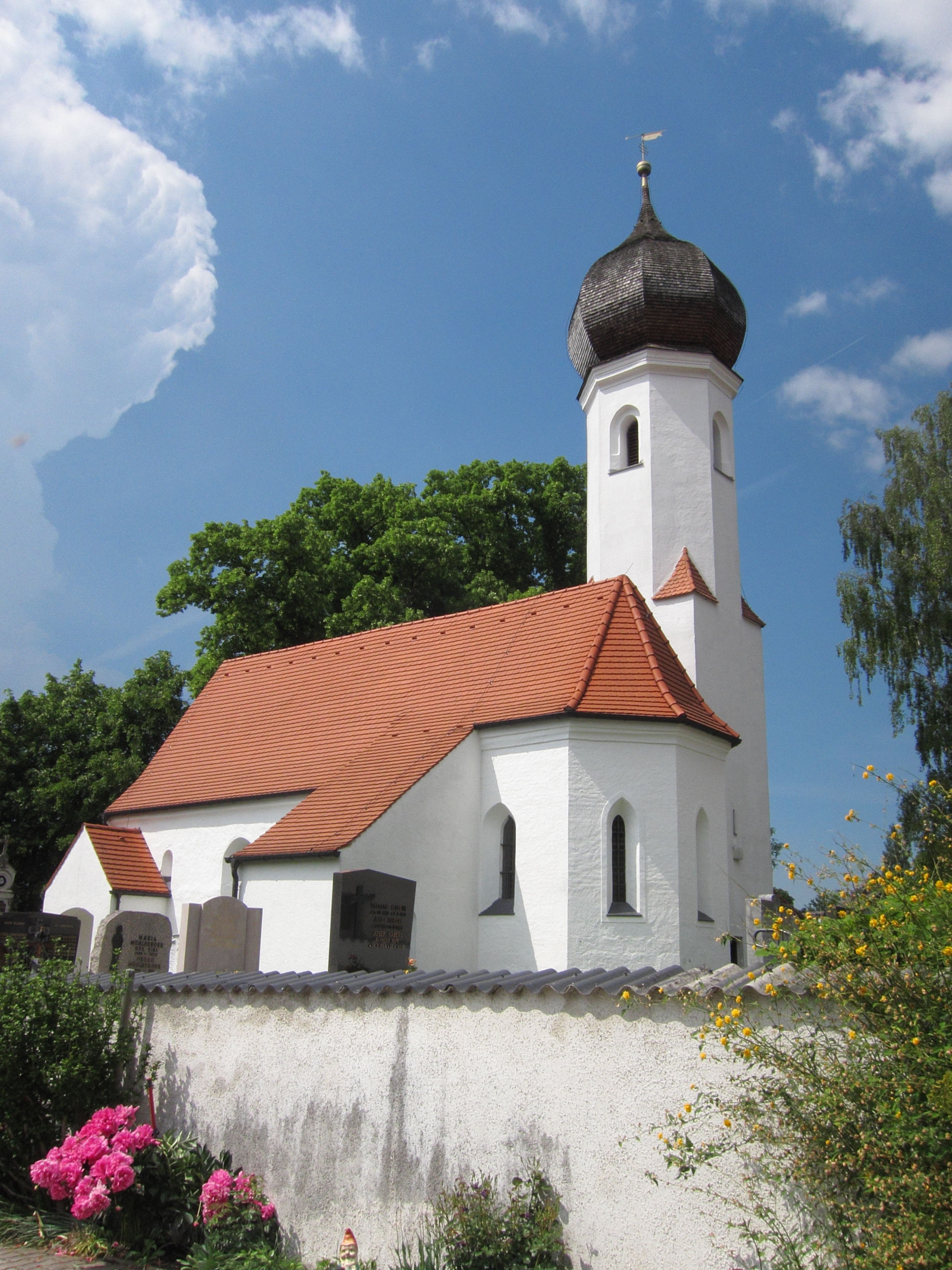
Englmeng, Johannes-de-Doperkerkje (12e-17e eeuw)
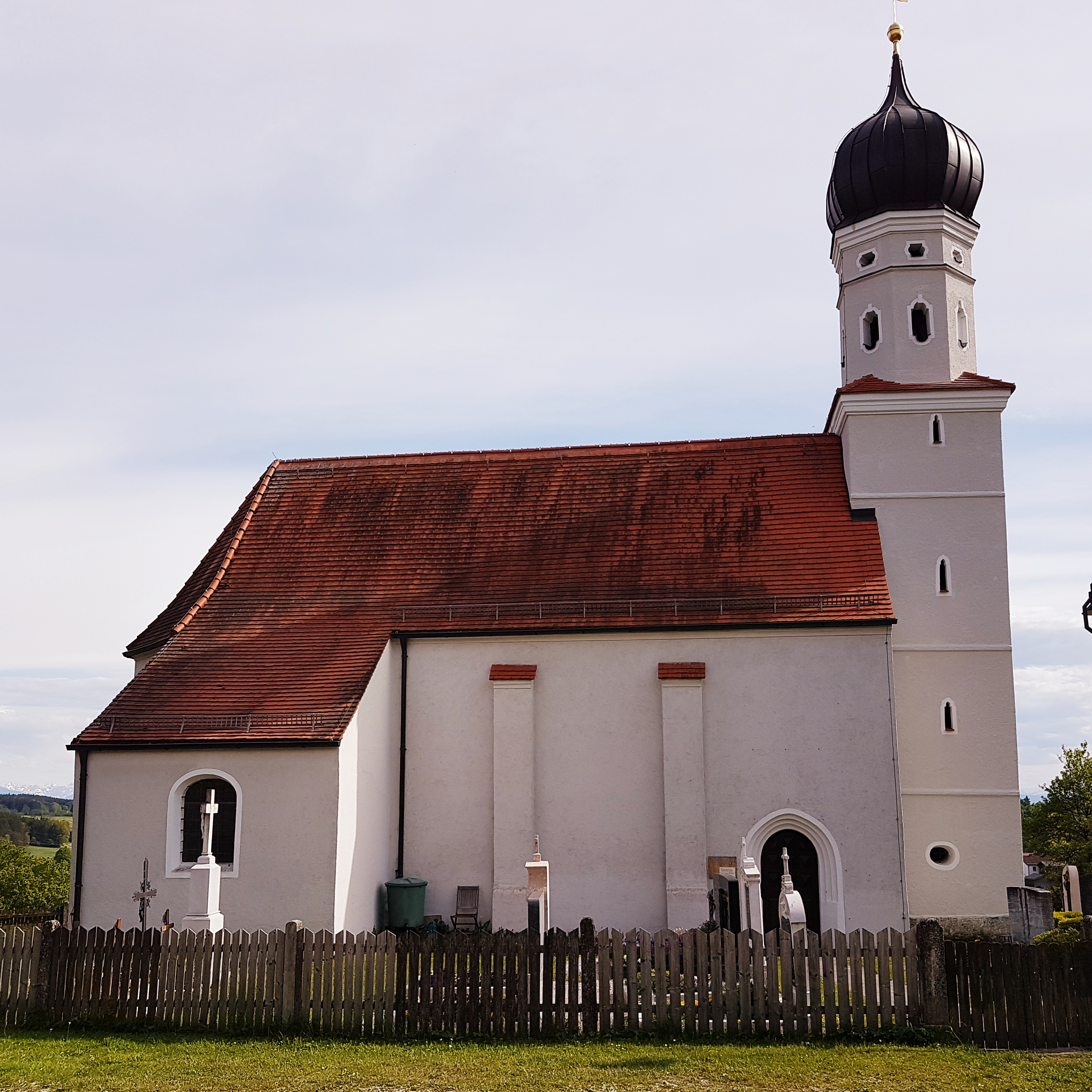
Haselbach, St.-Margarethakerk (1498)
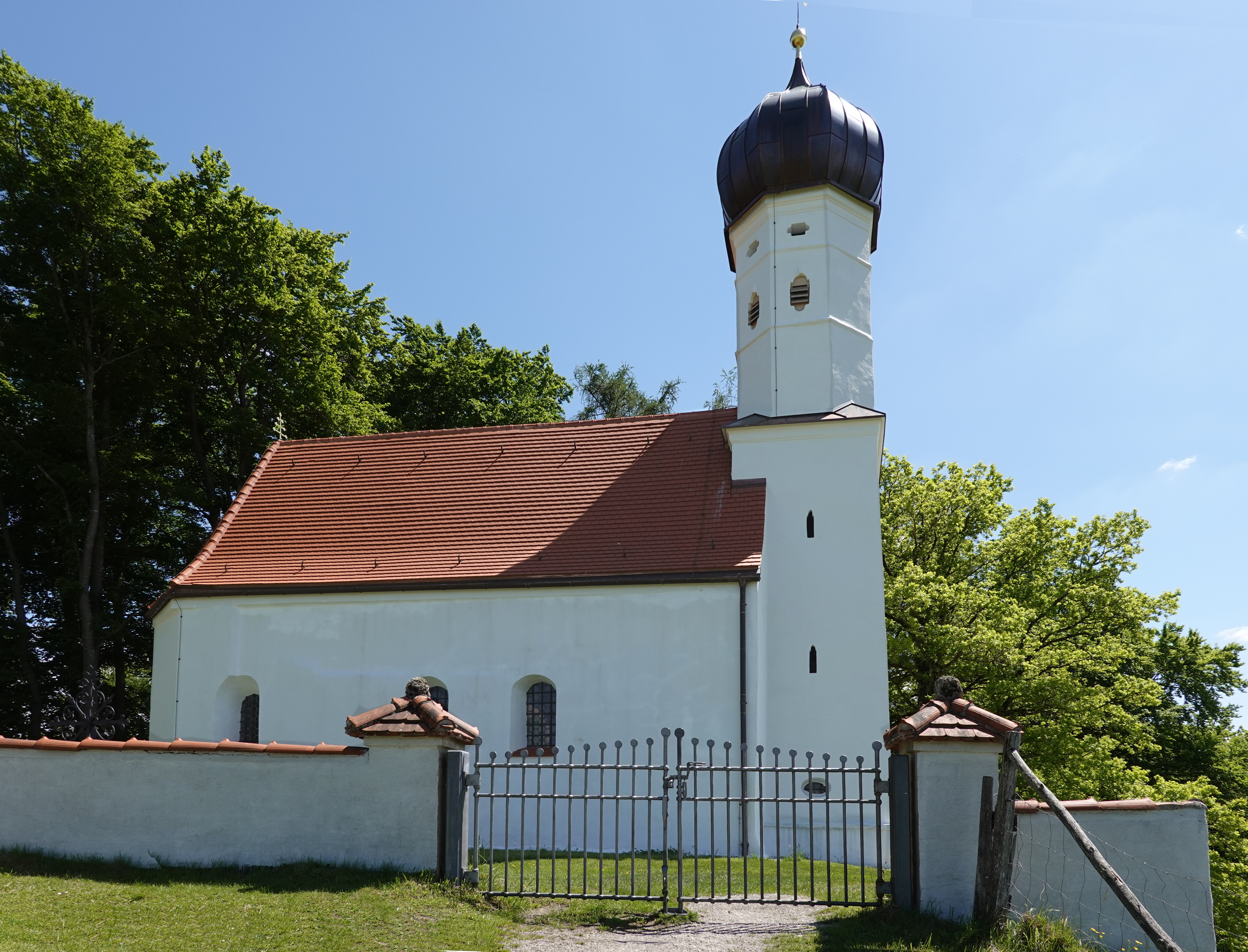
Hinteregglburg, St.-Michaëlskerk (1479)
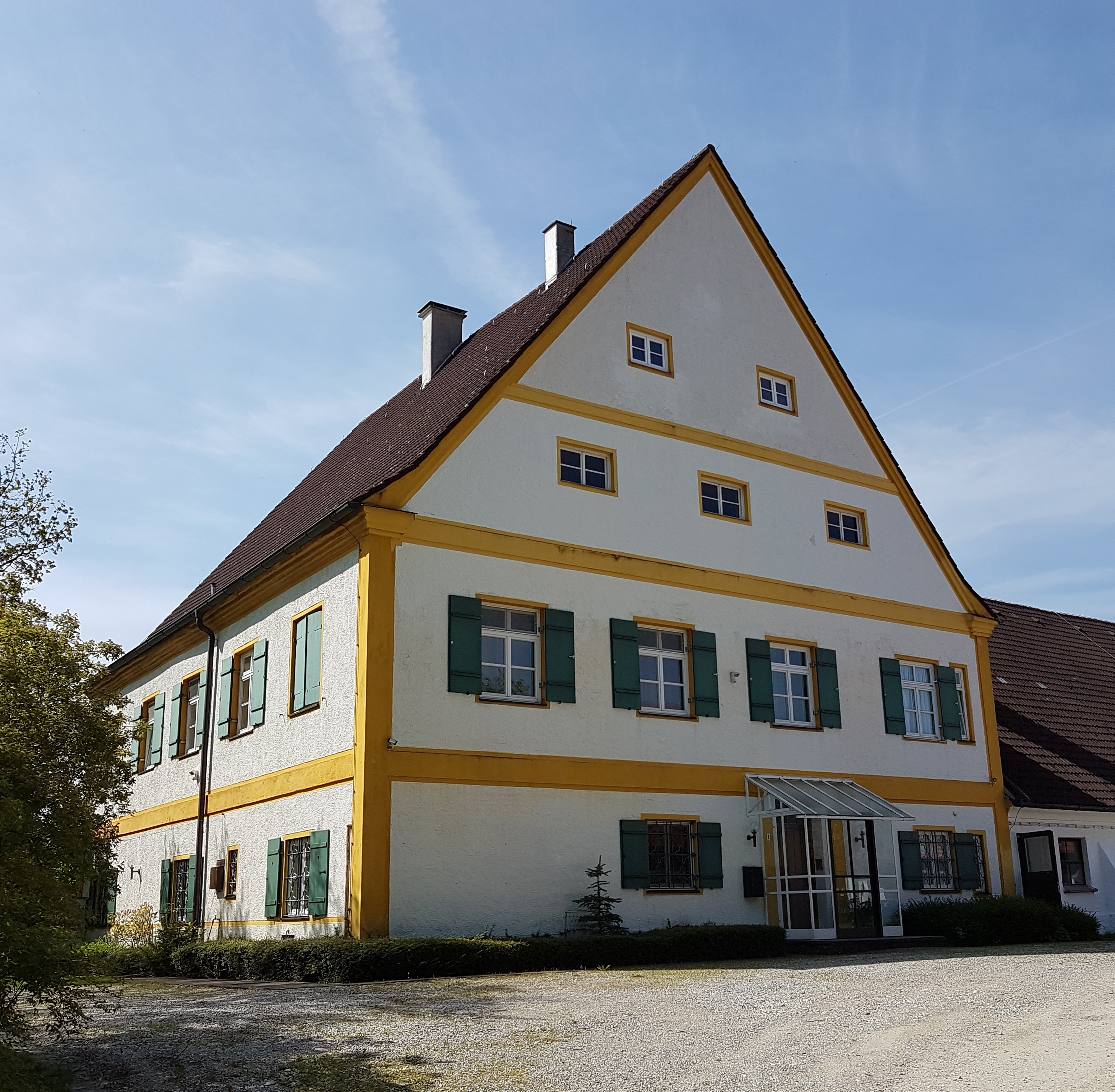
Kaps, voormalige Schwaige (veehouderij; bouwjaar 1686) van een klooster
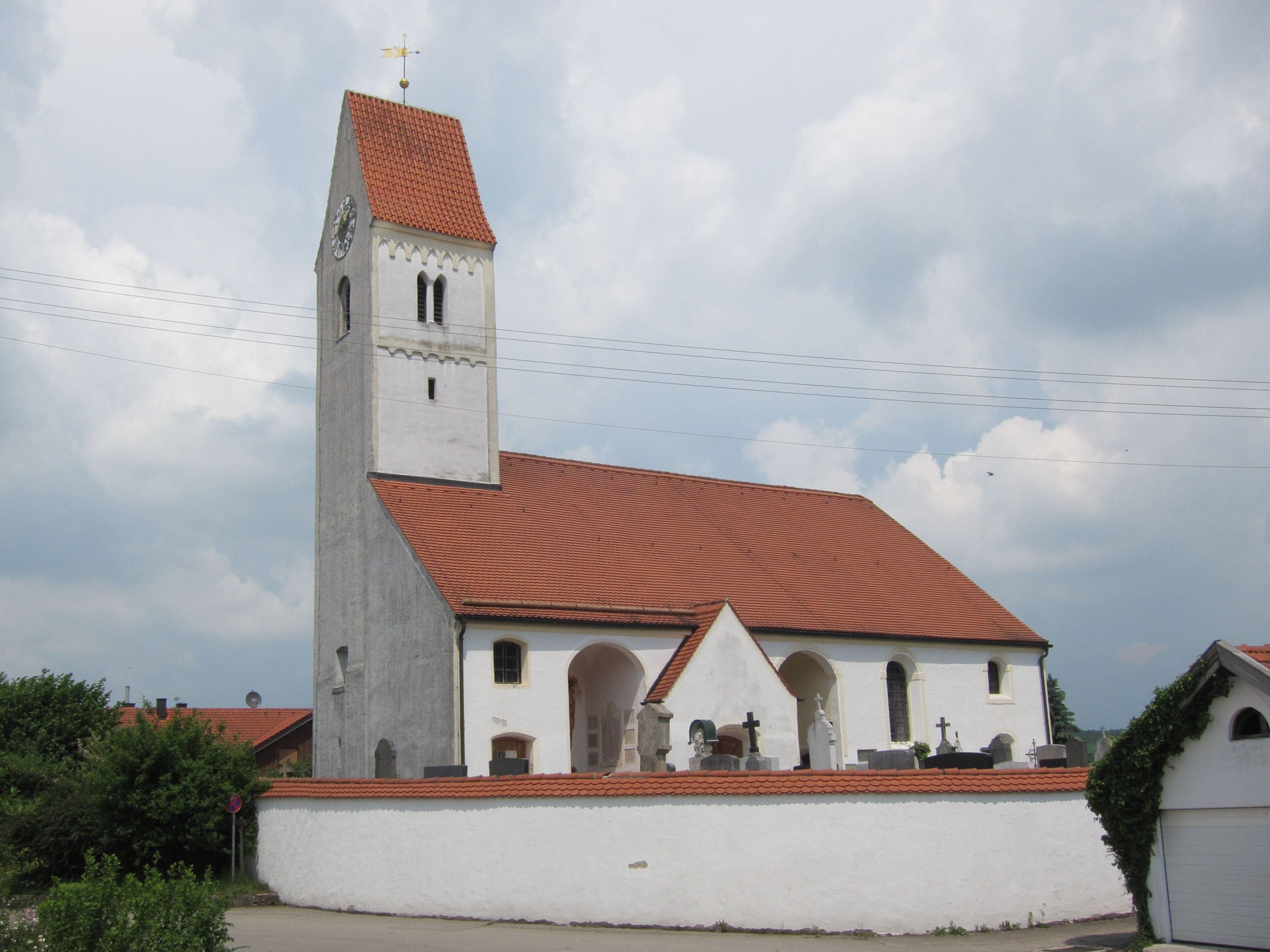
St. Joriskerk (Sankt Georg) te Oberndorf, gem. Ebersberg
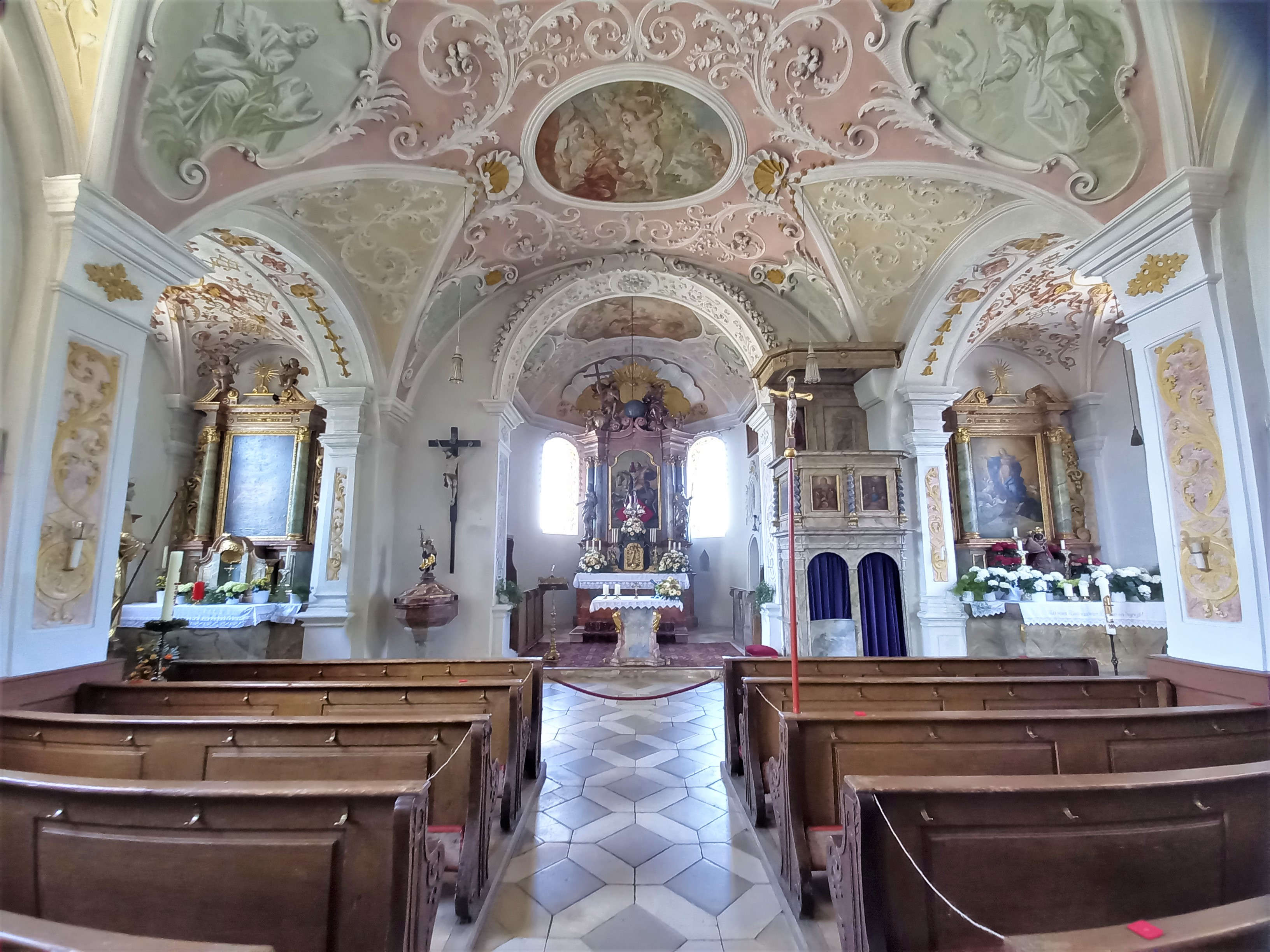
Interieur (1725) van dit kerkgebouw
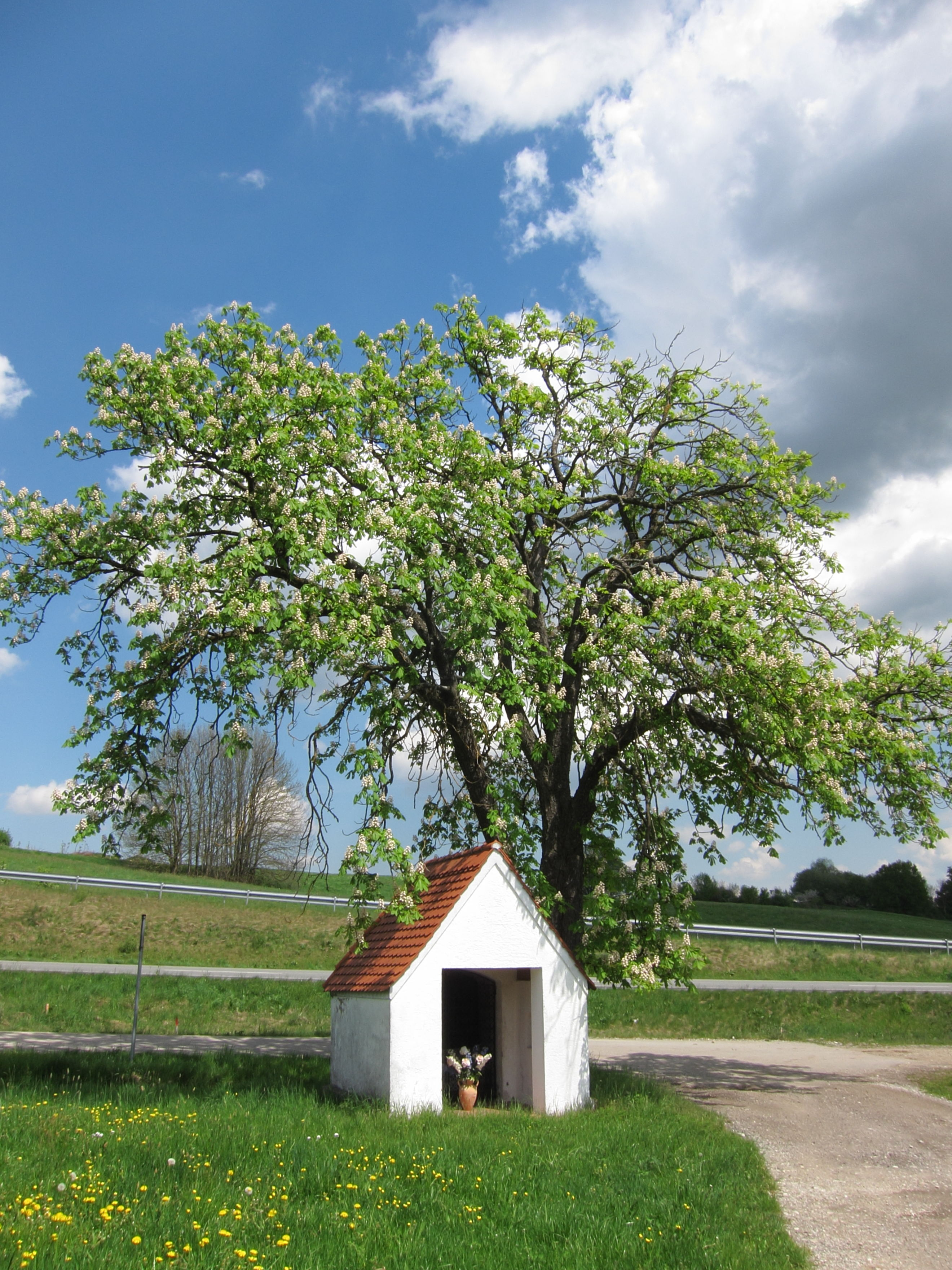
Wegkapelletje bij Reitgesing
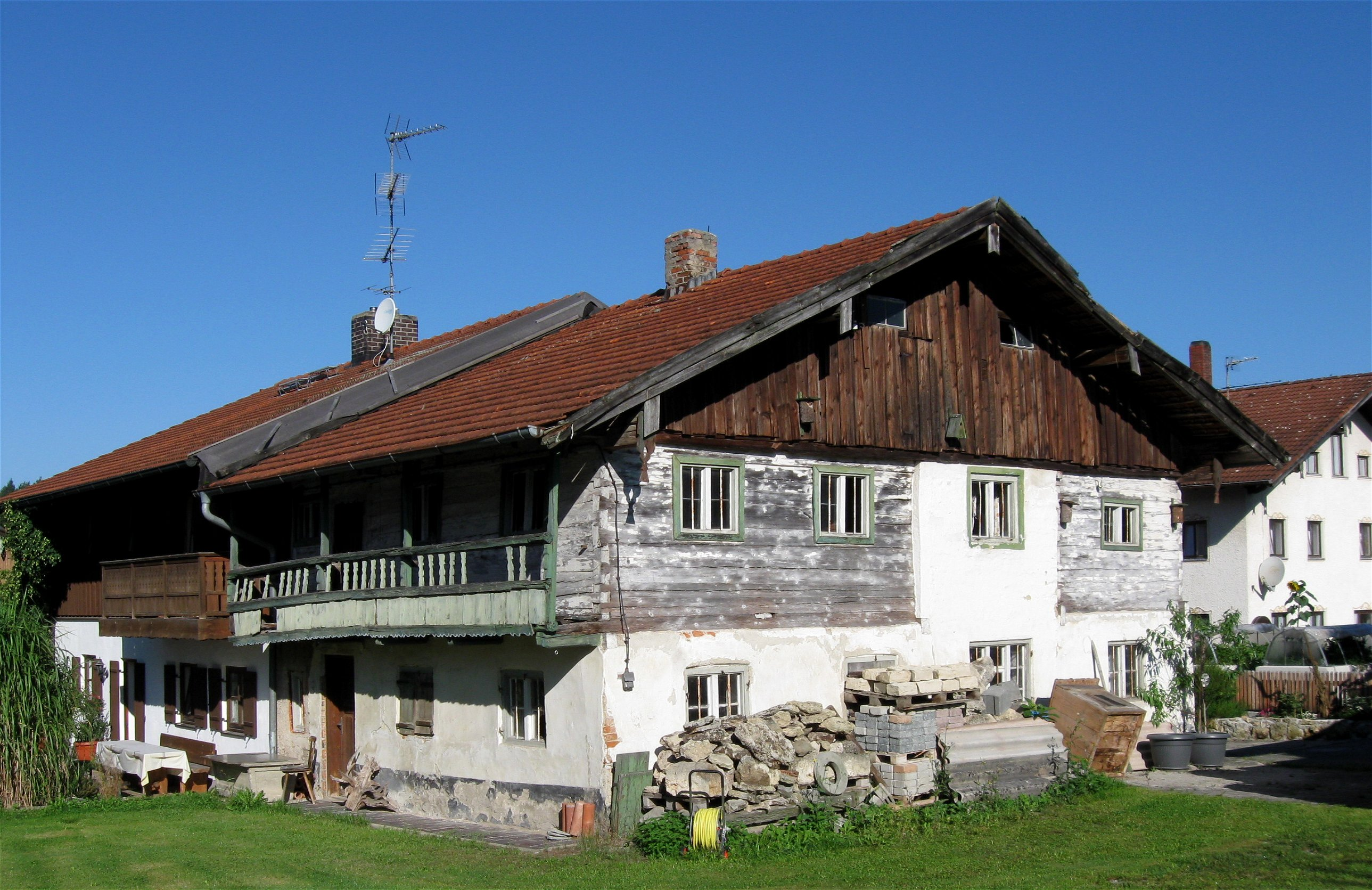
Voor de streek typische boerderij te Rinding, midden 18e eeuw
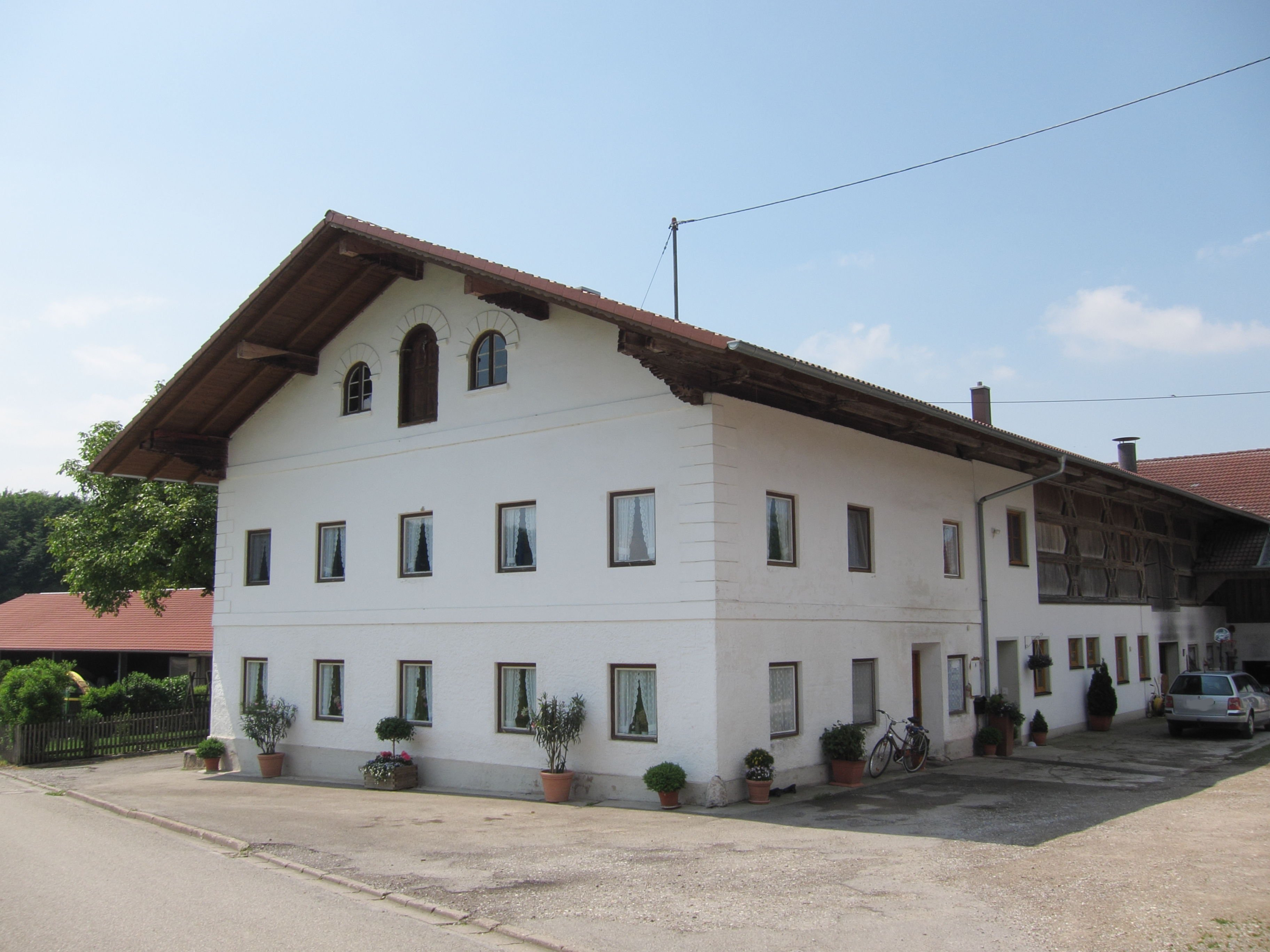
Grote, voormalige boerderij te Weiding; bouwjaar circa 1850
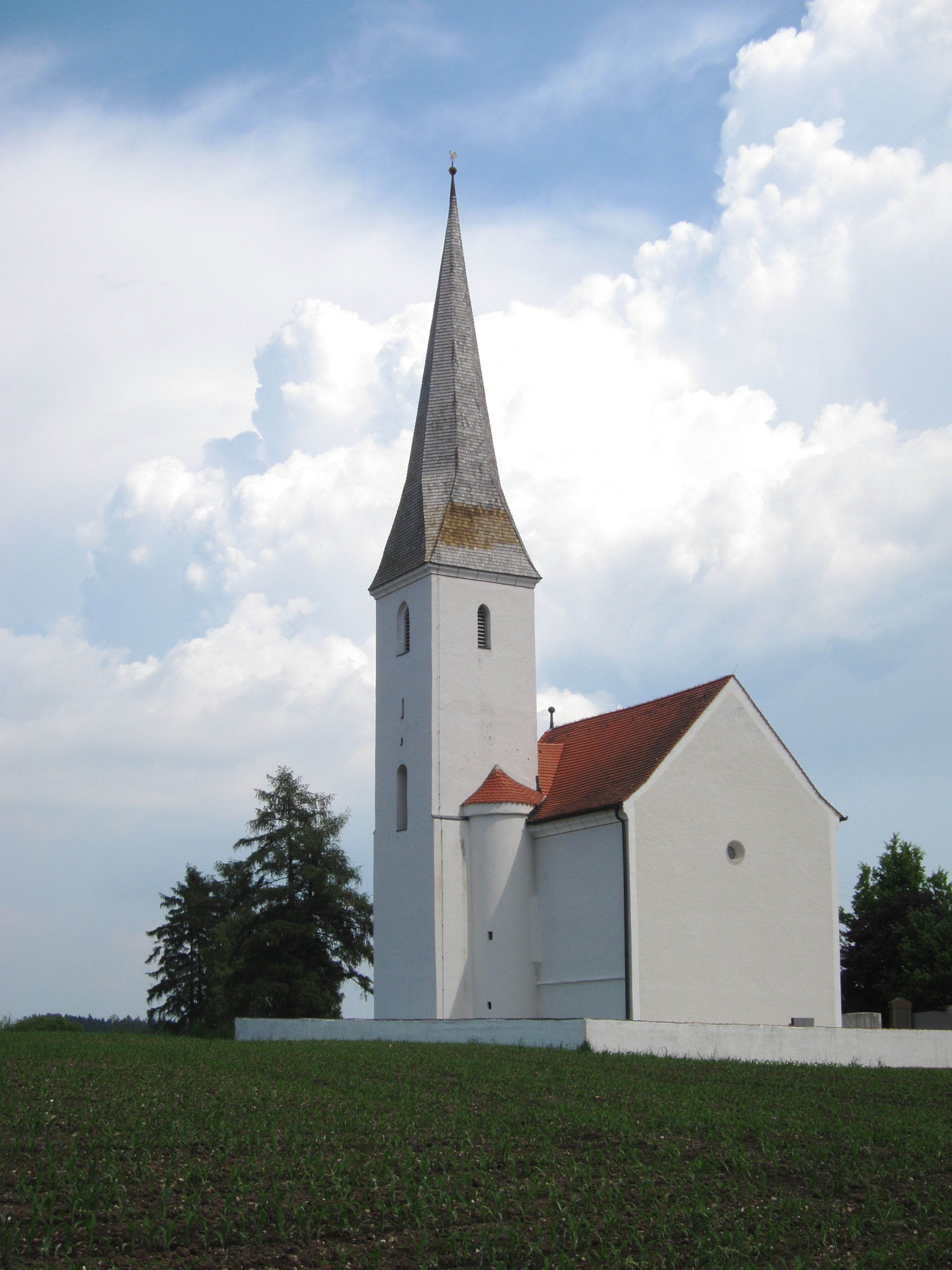
St.-Annakerk, Traxl

## Partnergemeente
Er bestaat sinds 1997 een jumelage tussen Ebersberg en de Franse plaats Yssingeaux.

## Geboren in de gemeente Ebersberg
- Candid (Mathias) Huber (geboren op 4 februari 1747 in Ebersberg; overleden op 15 juni 1813 op kasteel Stallwang in Landshut) benedictijner monnik, onderzoeker van bosflora en -fauna en botanicus. Hij werd vooral bekend als samensteller van zogenaamde houtbibliotheken of xylotheken. Eén van Hubers xylotheken, die in Beieren als cultuurhistorisch zeer belangrijk wordt beschouwd, is tentoongesteld in het Museum Wald und Umwelt bij Ebersberg.
- Ignaz Perner (1796-1867), advocaat en oprichter van één der eerste Duitse organisaties voor dierenbescherming
- Walter Zeller (1927-1995), motorcoureur
- Manfred Bergmeister (geboren op 28 november 1927, te Ebersberg overleden op 19 maart 2019), kunstsmid; richtte in 2001 te Ebersberg een klein grafkruisen-museum op [5];  maakte veel siersmeedwerk, o.a. rondom oorlogskerkhoven; lange tijd lid van de gemeenteraad, en sedert 1997 ereburger van Ebersberg.
- Johann Attenberger (1936-1968, tijdens een race in België verongelukt), motorcoureur
- Florian Niederlechner (24 oktober 1990), voetballer